# Тарих-и алам ара-йи Аббаси

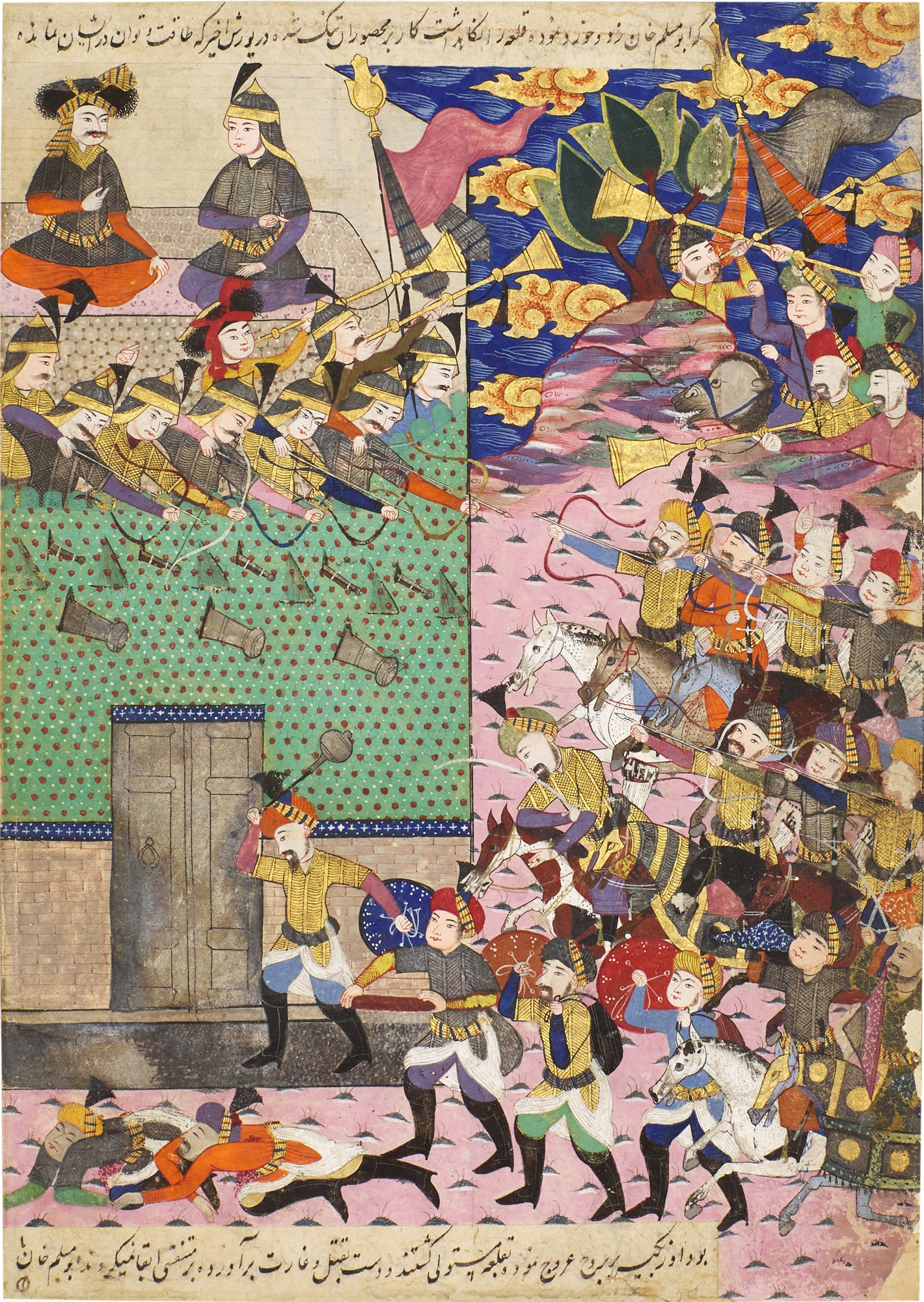
Миниатюра из «Тарих-и алам ара-йи Аббаси»: узбекские войска штурмуют крепость Исфараина.

«Тарих-и алам ара-йи Аббаси» (перс. تاریخ عالم‌آرای عباسی‎ — «Аббасова мироукрашающая история») — памятник персидской литературы, трёхтомное историческое сочинение сефевидского историографа Искандер-бека Мунши, служившего у шаха Аббаса I.
В первом томе излагаются события от рождения (1571 год) до восшествия на престол (1588 год) шаха Аббаса, во втором томе, состоящем из двух частей, излагается история его правления: в первой части до 1616 года, во второй до смерти шаха в 1629 году.
Автор являлся современником, очевидцем и участником многих описываемых в «Тарих-и алам ара-йи Аббаси» событий. Сочинение содержит описание борьбы казахского правителя Тауекель-хана и главы государства Шейбанидов Абдуллах-хана II за города Присырдарьинского региона (Туркестана) в конце XVI века. В сочинение описывается заключение казахским ханом Есимом, братом Тауекеля, договора о мире с правителями Мавераннахра — Аштарханидами (Джанидами). Важны сведения о распространении ислама на территории Казахского ханства.
«Тарих-и алам ара-йи Аббаси» издан в Тегеране в 1896 году и Исфахане в 1956 году. Части, касающиеся истории Мавераннахра, туркмен и Туркмении переведены А. А. Ромаскевичем на русский язык в 1938 году.